# Пукляківська сільська рада
Пуклякі́вська сільська́ ра́да — колишня адміністративно-територіальна одиниця та орган місцевого самоврядування в Чемеровецькому районі Хмельницької області. Адміністративний центр — село Пукляки.

## Загальні відомості
- Територія ради: 2,62 км²
- Населення ради: 732 особи (станом на 2001 рік)
- Територією ради протікає річка Збруч

## Населені пункти
Сільській раді підпорядковані населені пункти:
- с. Пукляки
- с. Мала Бережанка

## Склад ради
Рада складається з 14 депутатів та голови.
- Голова ради: Ільницький Петро Йосипович
- Секретар ради: Мудрик Олена Миколаївна

### Керівний склад попередніх скликань
| Прізвище, ім'я, по батькові | Основні відомості                                                         | Дата обрання | Дата звільнення |
| --------------------------- | ------------------------------------------------------------------------- | ------------ | --------------- |
| Буряк Василь Павлович       | Сільський голова, 1940 року народження, член Комуністичної партії України | 26.03.2006   | 31.10.2010      |
| Ільницький Петро Йосипович  | Сільський голова, 1977 року народження, освіта вища, безпартійний         | 31.10.2010   |                 |

Примітка: таблиця складена за даними сайту Верховної Ради України

### Депутати
За результатами місцевих виборів 2010 року депутатами ради стали:

#### За суб'єктами висування
| Суб'єкт висування | Кількість обраних депутатів | %    |
| ----------------- | --------------------------- | ---- |
| Самовисування     | 11                          | 78,6 |
| Народна партія    | 3                           | 21,4 |

#### За округами
| № округу       | Прізвище, ім'я, по батькові     | Дата визнання обраним | Освіта             | Партійна приналежність | Відомості про обраного депутата                             |
| -------------- | ------------------------------- | --------------------- | ------------------ | ---------------------- | ----------------------------------------------------------- |
| Народна Партія |                                 |                       |                    |                        |                                                             |
| 3              | Кононенко Наталія Миколаївна    | 03.11.2010            | середня спеціальна | член Народної партії   | с. Пукляки, соціальний працівник                            |
| 4              | Гурська Оксана Іванівна         | 03.11.2010            | середня спеціальна | член Народної партії   | Смт Чемерівці РЕМ, електромонтер                            |
| 7              | Міщук Наталія Леонідівна        | 03.11.2010            | середня спеціальна | член Народної партії   | ТОВ «Надзбруччя», зав кадрами                               |
| Самовисування  |                                 |                       |                    |                        |                                                             |
| 1              | Мудрик Анатолій Іванович        | 03.11.2010            | вища               | позапартійний          | Пуклякський Будинок культури, директор                      |
| 2              | Мудрик Олена Миколаївна         | 03.11.2010            | вища               | позапартійна           | Пуклякська сільська рада, секретар                          |
| 5              | Буряк Віталій Васильович        | 03.11.2010            | середня спеціальна | позапартійний          | тимчасово не працює                                         |
| 6              | Гурський Микола Миколайович     | 16.11.2010            | вища               | позапартійний          | ТОВ «Надзбруччя», директор                                  |
| 8              | Паідскальна Майя Анатоліївна    | 03.11.2010            | вища               | позапартійна           | Пуклякська загальноосвітня школа, вчитель                   |
| 9              | Даровська Наталія В'ячеславівна | 03.11.2010            | середня спеціальна | позапартійна           | тимчасово не працює                                         |
| 10             | Холенчик Віталій Вікторович     | 03.11.2010            | середня спеціальна | позапартійний          | фермерське господарство «Агро Прогрес», ветфельдшер         |
| 11             | Нечіхман Олена Іванівна         | 03.11.2010            | середня            | позапартійна           | тимчасово не працює                                         |
| 12             | Музмка Наталія Василівна        | 03.11.2010            | вища               | позапартійна           | фермерське господарство «Агро Прогрес», бухгалтер           |
| 13             | Шеремета Григорій Григорович    | 03.11.2010            | середня спеціальна | позапартійний          | тимчасово не працює                                         |
| 14             | Боднар Світлана Василівна       | 03.11.2010            | середня спеціальна | позапартійна           | фельдшерсько-акушерський пункт с. Мала Бережанка, завідувач |